# Каренина, Ирина
Ири́на Каре́нина (настоящее имя Ири́на Васи́льевна Овсепья́н; род. 12 мая 1976, Нижний Тагил, Свердловская область, РСФСР, СССР) — российская поэтесса, журналистка, редактор. Поэтическое творчество Ирины Карениной отличается литературностью и эмоциональностью.

## Биография
Ирина Овсепьян родилась 12 мая 1976 года в Нижнем Тагиле. В 1983—1993 годах с первого по десятый класс училась в нижнетагильской общеобразовательной школе № 50. Окончила детскую музыкальную школу по классу гитары.
В 1996—2000 годах училась на факультете культурологии Уральского государственного университета имени А. М. Горького, который не окончила.
Сменила множество профессий: была корректором, фотомоделью, администратором рок-группы, танцовщицей в кабаре, переводчиком с английского технической литературы, преподавателем драматического кружка в ашраме кришнаитов, певицей в ресторане, режиссёром экспериментального театра, натурщицей, литературным редактором, театральным критиком, пресс-атташе муниципальной администрации, сценаристом документального кино, шеф-редактором деловых и глянцевых журналов.
Участница нижнетагильской литературной студии «Ступени» при музее А. П. Бондина.
Автор семи поэтических книг, редактор-составитель нескольких литературных альманахов и поэтических книг уральских авторов.
Окончила Уральскую академию государственной службы (2001—2003) и факультет поэзии Литературного института имени А. М. Горького (2001—2007, заочно).
Лауреат стипендии Министерства культуры Российской Федерации.
В настоящее время живёт в Минске; работала редактором информационного агентства «Интерфакс-Запад».

### Семья
- Родители:
  - Отец — Василий Андреевич Овсепьян (р. 6 ноября 1949), советский и российский журналист, редактор, продюсер, поэт.
  - Мать — Любовь Овсепьян (р. 1957), художница[6].
- Сын — Кирилл (р. 2002)

## Творчество и критика
Сайт «Новая карта русской литературы» в 2010 году писал об Ирине Карениной:
…Ирина Каренина (Нижний Тагил), отчётливо жонглировавшая разнообразием стилевых решений в духе традиционной «женской» лирики.
Сама поэтесса об истоках своей поэзии и, одновременно, о непонимании их критиками эмоционально высказалась в своём блоге в Живом журнале:
Кто-нибудь объяснит мне когда-нибудь, почему вы, господа филологи, <…> так настойчиво отыскиваете во мне то Цветаеву, то Есенина, но ни один из вас <…> не видит Парнок (которая больше, чем просто присутствует), Тарковского, Губанова — того, из чего я расту на самом деле? Потому что вы — этих авторов — не читали, может быть? Позволили себе не прочесть? <…> Меня чудовищно раздражает именно то, что — ну, ищете вы влияния, так вы их уже найдите! Те, которые есть, а не которые вам кажутся! Ярлыки раздражают: «женское» — ааа, это ахматовщина!, эмоции или, не дай аллах, фольклор — аааа, это цветаевщина!, если где кабак и водка — аааа, есенинщина!, ну и т. д. <…> И вот у них три этих поименнованных — самые ходовые. Георгийивановщину они отчего-то не ищут — а вот её-то у меня как раз хватает. Ходасевича — в упор не видят, а его тож изрядно. Про Мандельштама я и вообще молчу. Но мне ведь нынче ещё и Вознесенского приписали!
Литературный критик Кирилл Анкудинов называет поэтическое творчество Ирины Карениной «литературщиной», которая его «бесит»:
…Литературщина — начало поточно-типовое, единое для многих — в образах, интонациях, чувствах; литературщина — дизайн, подменяющий живое творчество. Когда Ирина Каренина пишет: «Я — бумажный журавлик, нелепая, слабая птица» — это литературщина, поскольку именно так могли бы выразиться тысячи поэтесс.
Критик и публицист Анастасия Рогова придерживается противоположной точки зрения:
Вообще, стихи Карениной очень литературны — в хорошем смысле этого слова. Автор свободно владеет формой и выбирает ту, которая наиболее соответствует настрою стихотворения, не задумываясь, без искусственности, оттого и многочисленные описания маргинальной стороны российской действительности органичны: без дурновкусия показушности, без подчеркивания «свинцовых мерзостей русской жизни». Засаленная картина дорожной поездки: «Мы ехали читинским, в прицепном, храпел сосед и плакала соседка», но вдруг, среди затертых и миллион раз описанных подробностей вагонного бытия: «По Кальдерону, жизнь казалась сном».
Откуда среди несвежих пыльных простыней и захватанных пальцами стаканов в жестяных подстаканниках — Кальдерон? Имя, знакомое сегодня только филологам или специалистам по истории европейской литературы. Но оно странным образом не выглядит насильственной вставкой, мы верим, что сон Кальдерона универсален, и вмещает даже длинный поезд, едущий по просторам постсоветского пространства из развалившегося прошлого в неопределенное будущее. Многовековой сон России, в котором мы все живем.
Поэт и критик Андрей Пермяков:
… И здесь придётся упомянуть еще одно определение стихов Ирины, переходящее время от времени и на личность автора. Их, и поэта, и его тексты, обвиняют в актёрстве. Честно говоря, в отличие от инсинуаций относительно эпигонства такой ярлык-то и отклеивать смешно. Актёр-то ведь, в отличие от халтурщика или лицедея, действительно проживает каждую из своих ролей. Оттого и выгорает.
На XI Форуме молодых писателей России, стран СНГ и зарубежья в подмосковном пансионате «Липки» в 2011 году Ирина Каренина публично сформулировала своё определение литературы:
Литература — это коммуна, микрогетто, субкультура. Вот есть эмо, готы — и писатели. Никакой разницы.

## Общественная позиция
В 2022 году подписала письмо в поддержку российского военного вторжения на Украину.

## Участие в творческих и общественных организациях
- Член Союза журналистов России[1]
- Член Союза писателей России (с 2011)[2]

## Литературные премии
- 2011 — премия журнала «Знамя» за лучшую публикацию в 2011 году (за подборку стихов «Мы ехали читинским, в прицепном» в декабрьском номере журнала)[14].

### Поэтические книги
- Ирина Каренина. Исповедь Пьеро: Стихи. — Нижний Тагил: [Б. и.], 2000. — 74 с.
- Ирина Каренина. Небо: Стихи. — 2003.
- Ирина Каренина. Женщины цвета какао: Стихи. — Нижний Тагил: Медиа-Принт, 2005. — 50 с. — 500 экз. — ISBN 5-98485-012-5.
- Ирина Каренина. Легкий ветер, горький дым…: Стихотворения / Сост. Ю. В. Казарин. — Екатеринбург: мАрАфон, 2006. — 37 с. — 300 экз. — ISBN 5-87701-043-3.
- Ирина Каренина. Тень рыбака: [Стихи] / Худож. Елена Ионова. — Нижний Тагил: ТРМ, 2006. — 136 с. — 500 экз. — ISBN 5-9900452-8-X.
- Ирина Каренина. Поющий час: Стихи. — СПб.: Своё издательство, 2013.
- Ирина Каренина. Смородина: Стихи. — Москва: Водолей, 2021. — С. 64. — ISBN 978-5-91763-524-8.

### Отдельные публикации
- Ирина Каренина. Стихи // Урал. — 2004. — № 3.
- Ирина Каренина. Стихи // Урал. — 2005. — № 2.
- Ирина Каренина. Стихи // Ступени: литературный альманах  / Литератур. студия «Ступени», Администрация г. Н. Тагил; [ред. и сост. В. А. Овсепьян, И. В. Каренина; гл. ред. Ю. А. Золотухин; фот. Е. Ионовой, И. Каверды]. — Нижний Тагил: ТРМ, 2007. — ISBN 978-5-903440-03-0.
- Ирина Каренина. Стихи // Игра: Сборник стихов. — Нижний Тагил: [Б. и.], 2008. — ISBN 978-5-903440-02-3.
- Ирина Каренина. [Б. н.] // Урал-Транзит. — 2009. — № 25.
- Ирина Каренина. Вокзальность бытия. Стихотворения // Ликбез. — 2010. — № 68.
- Ирина Каренина. ARS MORIENDI. Стихи // Знаки. — 2010. — № 10.
- Ирина Каренина. За что ругают Оксану Робски // Запасник. — 2010. — № 2.
- Ирина Каренина. Которая невозвратна. Стихотворения // Ликбез. — 2010. — № 72.
- Ирина Каренина. Письмо В. Ф. Ходасевичу // Ликбез. — 2011. — № 77.
- Ирина Каренина. My Blueberry Nights. Стихи // Ликбез. — 2011. — № 78.
- Ирина Каренина. Пинап: эротический портрет на фоне эпохи // Ликбез. — 2011. — № 79.
- Ирина Каренина. Стихи // День и ночь. — 2011. — № 6.
- Ирина Каренина. Мы ехали читинским, в прицепном // Знамя. — 2011. — № 12.
- Ирина Каренина. «От гомеровского пира, драгоценных вин…» и др. стихи // Волга. — 2013. — № 9—10.
- Ирина Каренина. Муза электрички // Знамя. — 2014. — № 7.
- Ирина Каренина. А я сойду по ягоду в Боярах… // Знамя. — 2016. — № 10.
- Ирина Каренина. Без слёз и отговорок // Новый мир. — 2017. — № 12.
- Ирина Каренина. Музыка отчаянья // Знамя. — 2019. — № 6.

### Публичные выступления
- Ирина Каренина. Речь на присуждении премии журнала «Знамя». Декабрь 2011 года // Знамя. — 2012. — № 3.

### Интервью
- Рогова Анастасия. Ирина Каренина: «Поэт — это не столько образ жизни, сколько способ бытия» // Контрабанда. — 27 марта 2012 года. Архивировано 10 января 2014 года.
- Фамицкий Андрей. Большое интервью с Ириной Карениной. Textura (6 октября 2014). Дата обращения: 10 февраля 2017. Архивировано из оригинала 11 февраля 2017 года.